# Calamus karuensis
Calamus karuensis är en enhjärtbladig växtart som beskrevs av Henry Nicholas Ridley. Calamus karuensis ingår i släktet Calamus och familjen Arecaceae. Inga underarter finns listade i Catalogue of Life.